# 翊武路
翊武路位于广西桂林市秀峰区。南起榕湖北路，向北绕过鹦鹉山，再向东至中山北路。全长2400米，宽26米，双向二车道。

## 历史
民国10年（1921年），因蒋翊武曾在此就义故名。
民国17年（1928年），原榕湖北路至解放西路一段称为翊武路，中段称澢上街，北段称教子厄。
1953年，将乐群路口到凤北路口一段合并至翊武路。
1967年，更名群力路。
1978年，复名翊武路。
1986年3月，鹦鹉路二巷并入本路。